# 亨利·莱恩·威尔逊
亨利·萊恩·威爾遜（英語：Henry Lane Wilson，1857年11月3日—1932年12月22日）是一位美國律師，1910年時美國總統威廉·霍華德·塔虎脫任命其為美國駐墨西哥大使。 他在駐墨西哥大使任內密謀唆使對於時任墨西哥總統弗朗西斯科·馬德羅的反對者們於1913年2月發動政變推翻並刺殺了他， 時任美國總統伍德羅·威爾遜得知威爾遜參與了墨西哥總統被刺殺的事件後，將他召回美國。他因此成為在墨西哥任職之最具爭議的美國大使之一。